# Монте Титано
Монте Титано (срп. Планина Титана) је планина на Апенинима и највиша тачка Сан Марина. Висока је 739 метара надморске висине и налази се источно уз ивицу града Сан Марина.
Према легенди о оснивању Сан Марина, на овој планини је Свети Марин у 4. веку основао своју пустињу која је у 8. веку прерасла у самостан. Планински пејзаж омогућава изврстан поглед на околину и био је пресудан у опстанку Републике Сан Марино. На њој се налазе утврђени комплекси торњева, зидина, портала и бастиона, познатих као „Три торња Сан Марина“, али и неокласицистичка базилика.
Од три торња на врховима Монте Титана најстарији је „Гуаита“, изграђен у 11. веку. Торањ је прослављен као неосвојив, што је обесхрабрило многе потенцијалне освајаче града. Током крсташких ратова у 13. веку на другом врху Монте Титана изграђен је други торањ, „Сеста“, а трећи, „Монтале“, најмањи на последњем врху брда, изграђен је у 14. веку. Три торња су постали симболи Сан Марина, па се налазе на заставама и грбовима и Републике и града Сан Марина. 
Историјско средиште Сан Марина и Монте Титано су 2008. године уписани на УНЕСКО-в списак места Светске баштине у Европи као јединствен пример опстанка независне Републике од средњег века, чије урбано средиште није нарушено индустријским развитком, као код других средњовековних градова. Заштићено подручје има површину од 55 хектара, као и прелазно подручје од 167 хектара.

## Галерија
- Торањ Гуаита
- Торањ Сеста
- Утврђење изнутра
- Торањ Монтале